# Ferdinando Ongania
Ferdinando Ongania (Venezia, 18 luglio 1842 – Sankt Moritz, 20-21 agosto 1911) è stato un editore italiano.

## Biografia
Ongania è stato un editore, libraio e antiquario veneziano. Prima direttore, poi proprietario della casa Münster (fondata a Venezia nel 1846), pubblicò più di 170 edizioni, dedicate principalmente alla città lagunare, noto soprattutto per aver pubblicato l'edizione monumentale La Basilica San Marco (1878-93). Tra le altre pubblicazioni si ricordano: La vie privée à Venise (due edizioni 1882 e 1895-97) di Pompeo Molmenti, L'arte della stampa nel Rinascimento italiano (1894), Architecture et sculpture de la Renaissance à Venise (1897-99) di Pietro Paoletti, Calli e canali in Venezia. Nelle sue edizioni vennero utilizzate le più recenti tecniche fotografiche dell'epoca per riprodurre grandi opere d'arte veneziane, in particolare le sue stampe eliografiche sono considerate di notevole pregio per la loro chiarezza. Lavorò nel suo negozio di antiquariato e galleria d'arte in Piazza San Marco, rivolgendosi a una clientela internazionale.
Fu il padre del pittore Umberto Ongania.